# Félix Franco
Félix Franco es un deportista dominicano que compitió en judo. Ganó una medalla de bronce en el Campeonato Panamericano de Judo de 2002, en la categoría de –55 kg.

## Palmarés internacional
| Campeonato Panamericano | Campeonato Panamericano         | Campeonato Panamericano | Campeonato Panamericano |
| Año                     | Lugar                           | Medalla                 | Categoría               |
| ----------------------- | ------------------------------- | ----------------------- | ----------------------- |
| 2002                    | Santo Domingo (Rep. Dominicana) | Medalla de bronce       | –55 kg                  |